# Дрейпер, Чарльз Старк
Чарльз Старк Дрейпер (англ. Charles Stark Draper, 2 октября 1901 — 25 июля 1987) — американский учёный и инженер, часто называемый «отцом инерциальной навигации». Основатель и директор Лаборатории измерительных приборов Массачусетского технологического института. Лаборатория позже была отделена от института и переименована в Лабораторию Чарльза Старка Дрейпера.
Член Национальной академии наук США (1957), Национальной инженерной академии США (1965), иностранный член Французской академии наук (1978; корреспондент с 1970).

## Биография
Родился в городе Уинсор, штат Миссури, США. В 1917 году поступил в Миссурийский университет, откуда в 1919 году перевёлся в Стэнфорд. В 1922 году получил степень бакалавра искусств в области психологии и поступил в Массачусетский технологический институт, где последовательно получил степени бакалавра наук (в 1926-м) и магистра (1928), а в 1938 году защитил докторскую диссертацию по физике.
Начиная с 1938 года, Пирс начал преподавать в институте, в 1939 году уже на должности профессора читал лекции по аэронавтике.
Ещё будучи магистром в 1930 году основал лабораторию измерительных приборов, действующую и поныне. В 1961 году лаборатория получила контракт на участие в программе «Аполлон» по разработке бортового управляющего компьютера КА Аполлон. Компьютер размером в один кубический фут проводил вычисления и контролировал движение, навигацию, и управлял командным и лунным модулями в ходе полётов. С 1973 года лаборатория отделилась от Массачусетского института и стала носить имя Дрейпера.
Другой областью интересов Дрейпера были приборы инерциальной навигации, прикладной области инженерных наук, начавшей активно формироваться в 30-е годы XX века. Дрейпер внёс неоценимый вклад в становление и развитие инерциальной навигации, за что в 1981 году был введён в Национальный зал славы изобретателей. Лаборатория Дрейпера разрабатывала системы навигации и для военных нужд — для ракет «Атлас», «Тор», «Титан», «Поларис», «Посейдон», «Трайдент I», «Трайдент II».

## Награды и признание
- 1957 год — медаль Холли
- 1959 год — премия Уильяма Проктера за научные достижения
- 1960 год — признан Человеком года по версии журнала Time[11];
- 1960 год — медаль Говарда Поттса от американского Института Франклина[12];
- 1964 год — Национальная научная медаль США[13];
- 1967 год — медаль за выдающуюся общественную службу (НАСА)
- 1970 год — премия основателей NAE
- 1971 год — медаль Джона Скотта
- 1971 год — медаль Руфуса Ольденбургера
- 1973 год — медаль Ламме американского Института инженеров электротехники и электроники (IEEE)[14];
- 1981 год — Золотая медаль Лэнгли от Смитсоновского института[15];
- 1981 год — введён в Национальный зал славы изобретателей[16].

В знак заслуг учёного и инженера в 1989 году была основана премия Чарльза Старка Дрейпера, присуждаемая за значительные инженерные достижения, оказавшие сильное влияние на общество, а также приведшие к улучшению качества жизни и/или облегчившие доступ к информации.

## Интересные факты
- Как сам Дрейпер, так и многие его родственники играли заметную роль в жизни штата Миссури. В частности, его двоюродный брат, Ллойд Старк[англ.], был 39-м губернатором штата.